# Monogramma emarginata
Monogramma emarginata är en kantbräkenväxtart som beskrevs av Guido Georg Wilhelm Brause. Monogramma emarginata ingår i släktet Monogramma och familjen Pteridaceae. Inga underarter finns listade.